# 菲利普·斯托伊科維奇
菲利普·斯托伊科維奇（1993年1月22日—）是一位塞爾維亞足球運動員。在場上的位置是右後衛。現效力於奧超球隊維也納迅速，曾效力於庫卡瑞奇足球俱樂部。他也代表塞爾維亞U21國家足球隊參賽。